# Ho imparato a sognare (album Fiorella Mannoia)
Ho imparato a sognare è un album di cover di Fiorella Mannoia, pubblicato il 27 novembre 2009. uscito su etichetta Sony Music.

## Il disco
L'album raccoglie 10 cover di celebri brani di cantautori e di band italiane tra cui: Lucio Battisti, Renato Zero, The Rokes, Tiziano Ferro, Cesare Cremonini, i negramaro ed i Negrita. L'album include anche due bonus track, una nuova versione di Caffè nero bollente, primo successo di Fiorella Mannoia, e l'inedito duetto con Noemi, L'amore si odia.
Il primo singolo estratto è L'amore si odia in duetto con Noemi. Il secondo singolo estratto è una cover: Ho imparato a sognare dei Negrita, che dà il titolo all'album.
Il 28 maggio 2010, presso l'Arena di Verona, Fiorella Mannoia ritira un Wind Music Award per l'album Ho imparato a sognare, certificato disco di platino.

## Tracce
1. Le tue parole fanno male – 3:53 (Cesare Cremonini)
2. Ho imparato a sognare – 4:09 (Cesare Petricich, Paolo Bruni, Enrico Salvi, Fabrizio Barbacci, Franco Li Causi)
3. Cercami – 6:01 (testo: Renato Zero – musica: Renato Zero, Gianluca Podio)
4. La paura non esiste – 4:40 (Tiziano Ferro)
5. Estate – 3:23 (Giuliano Sangiorgi)
6. E penso a te – 5:38 (testo: Mogol – musica: Lucio Battisti)
7. Mimosa – 4:29 (Niccolò Fabi)
8. È la pioggia che va – 4:15 (testo: Mogol – musica: Bob Lind)
9. C'è tempo – 5:21 (Ivano Fossati)
10. Una giornata uggiosa – 5:08 (testo: Mogol – musica: Lucio Battisti)
11. Caffè nero bollente – 4:55 (Mimmo Cavallo, Rosario De Cola) – (bonus track)
12. Fiorella Mannoia – L'amore si odia (feat. Noemi) – 3:02 (testo: Diego Calvetti, Marco Ciappelli – musica: Diego Calvetti) – (bonus track)

Durata totale: 54:54

## Formazione
- Fiorella Mannoia - voce
- Carlo Di Francesco - percussioni
- Luca Scarpa - tastiera, pianoforte
- Mario Manzani - chitarra elettrica
- Roberto Gallinelli - basso
- Fabrizio Leo - chitarra elettrica
- Lele Melotti - batteria
- Giorgio Secco - chitarra acustica
- Bruno Giordana - tastiera, cori
- Claudio Giacomazzi - violoncello
- Edoardo De Angelis - violino
- Fabrizio Bosso - tromba
- Marco Brioschi - tromba, flicorno
- Stefano Di Battista - sassofono soprano
- Elvio Ghigliordini - flauto
- Roberta Granà, Stefania Todisco - cori

## DVD
All'album è allegato un dvd in cui si racconta come è avvenuta la realizzazione dell'album. Oltre che a far vedere i momenti d'incisione, alcuni dei quali anche con Noemi, dei vari brani ci sono anche alcuni momenti che narrano i backstage dei videoclip realizzati quali L'amore si odia e Ho imparato a sognare. Nella parte riguardante la cover di Vasco Rossi Sally viene fatta vedere anche l'incisione insieme al quartetto d'archi che poi accompagnerà, insieme al resto della band, Fiorella Mannoia in tour.

## Classifiche
| Classifica | Posizione massima |
| ---------- | ----------------- |
| Italia     | 8                 |

## Ho imparato a sognare tour
Il tour di Ho imparato a sognare inizia il 27 marzo 2010 a Parma presso il Teatro Regio. Si tratta di un tour acustico in cui Fiorella Mannoia porta sul palco i brani contenuti nel cd e anche altri suoi grandi successi. In alcune tappe del tour viene affiancata da Noemi con cui sul palco ha eseguito duetti come: L'amore si odia, Come si cambia e Il cielo d'Irlanda.

### Band
- Lele Melotti (batteria)
- Carlo Di Francesco (percussioni)
- Nicola Costa (chitarre)
- Fabio Valdemarin (pianoforte)
- Paolo Costa (basso)
- quartetto d'archi arrangiato da Marcello Sirignano

### Date
| Ho imparato a sognare tour | Ho imparato a sognare tour | Ho imparato a sognare tour | Ho imparato a sognare tour                      |
| Anno                       | Mese                       | Giorno                     | Tappa                                           |
| -------------------------- | -------------------------- | -------------------------- | ----------------------------------------------- |
| 2010                       | marzo                      | 27                         | Parma - Teatro Regio                            |
| 2010                       | marzo                      | 31                         | Milano - Teatro degli Arcimboldi*               |
| 2010                       | aprile                     | 9                          | Modena - Teatro Storchi                         |
| 2010                       | aprile                     | 10                         | Fermo - Teatro dell'Aquila                      |
| 2010                       | aprile                     | 13                         | Cosenza - Teatro Rendano*                       |
| 2010                       | aprile                     | 14                         | Reggio Calabria - Teatro Cilea*                 |
| 2010                       | aprile                     | 15                         | Catanzaro - Gran Teatro Le Fontane*             |
| 2010                       | aprile                     | 18                         | Ancona - Teatro delle Muse*                     |
| 2010                       | aprile                     | 20                         | Roma - Gran Teatro*                             |
| 2010                       | aprile                     | 30                         | Mercato San Severino - Gran Teatro Mediterraneo |
| 2010                       | maggio                     | 3                          | Napoli - Teatro Augusteo                        |
| 2010                       | maggio                     | 5                          | Palermo - Teatro Golden                         |
| 2010                       | maggio                     | 6                          | Catania - Teatro Metropolitan                   |
| 2010                       | maggio                     | 8                          | Bologna - Auditorium Teatro Manzoni             |
| 2010                       | maggio                     | 10                         | Torino - Teatro Regio                           |
| 2010                       | maggio                     | 11                         | Varese - Teatro di Varese                       |
| 2010                       | maggio                     | 13                         | Rieti - PalaSojourner*                          |
| 2010                       | maggio                     | 14                         | Perugia - Teatro Morlacchi                      |
| 2010                       | maggio                     | 15                         | Cesena - Nuovo Teatro Carisport                 |
| 2010                       | maggio                     | 16                         | Firenze - Teatro Verdi                          |
| 2010                       | maggio                     | 18                         | Brescia - Teatro PalaBrescia                    |
| 2010                       | maggio                     | 19                         | Bergamo - Teatro Creberg                        |
| 2010                       | maggio                     | 21                         | Padova - Gran Teatro                            |
| 2010                       | maggio                     | 24 - 25                    | Verona - Teatro Filarmonico*                    |

* Tappe dell'Ho imparato a sognare tour a cui partecipa anche Noemi